# Parupeneus cyclostomus

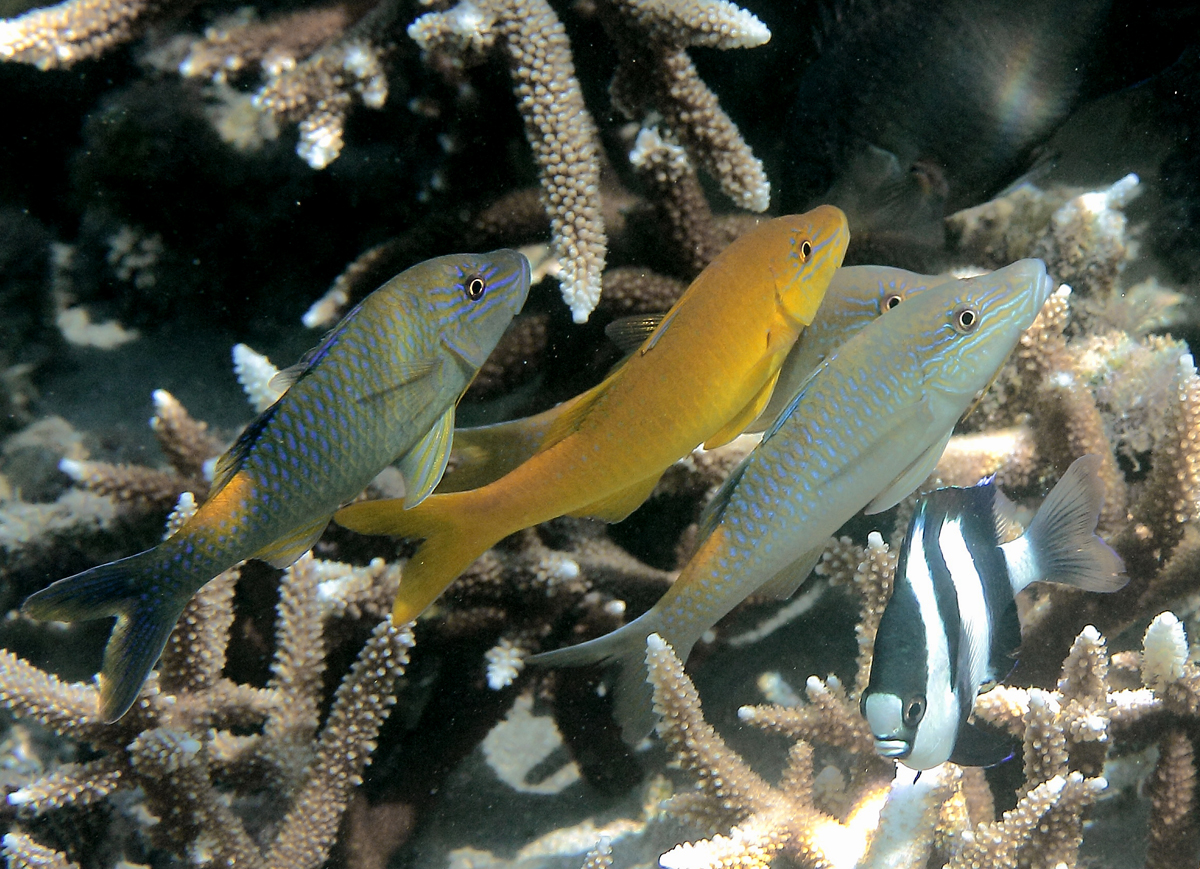
Varie colorazioni di P. cyclostomus

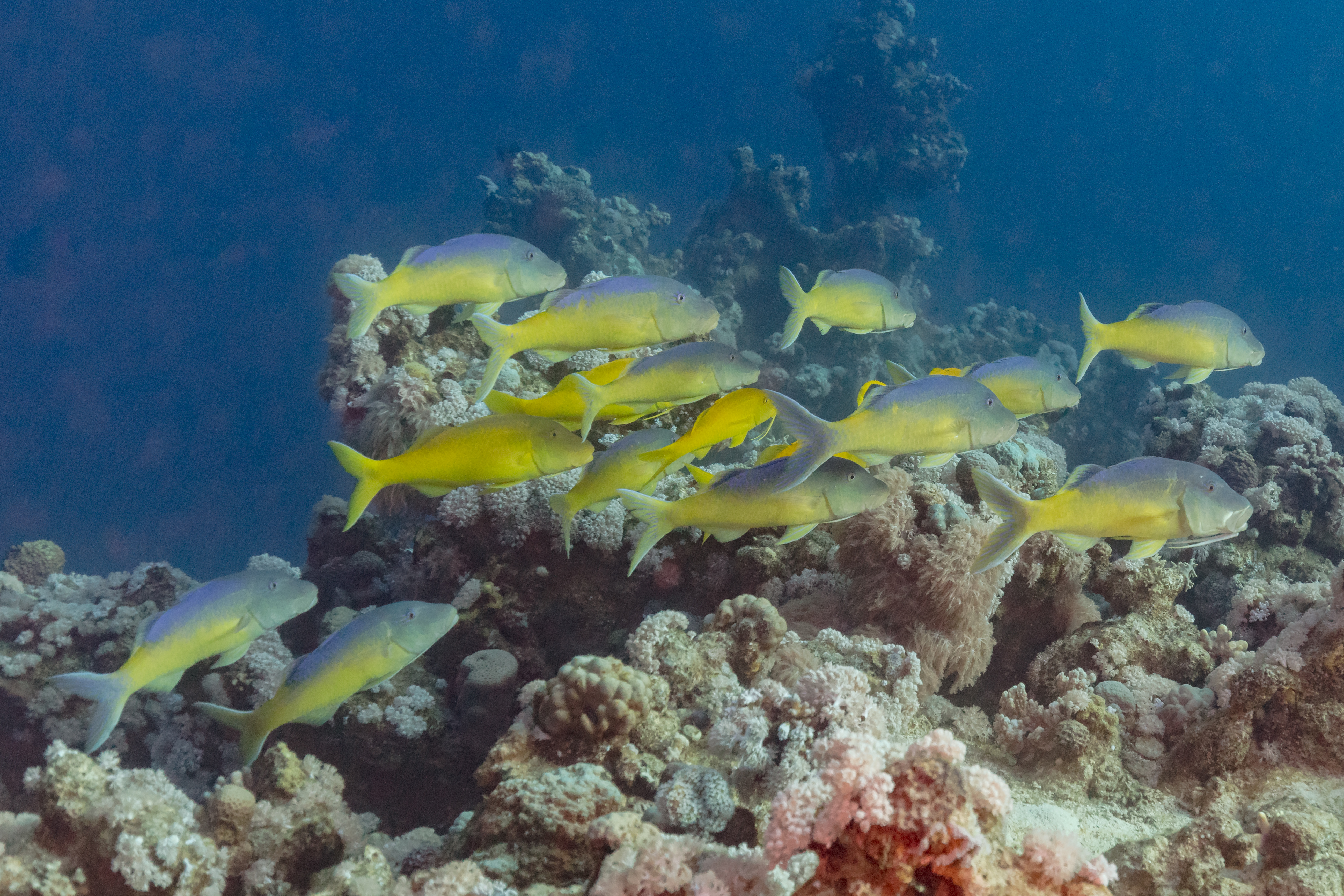
Gruppo nel parco Ras Muhammad, Egitto

Parupeneus cyclostomus Lacépède, 1801 è un pesce appartenente alla famiglia Mullidae diffuso nell'Indo-Pacifico.

## Distribuzione e habitat
Proviene dall'oceano Indiano, dal mar Rosso e dall'oceano Pacifico, in particolare da Hawaii, Isole Ryukyu, Sporadi Equatoriali, Sudafrica, Tuamotu, Isole Marchesi e Nuova Caledonia. Predilige le barriere coralline e le zone con fondali rocciosi.

## Descrizione
Presenta un corpo leggermente schiacciato sull'addome. Raggiunge i 50 cm per 2,3 kg di peso. La colorazione è estremamente variabile; alcuni esemplari sono verdi e blu, altri interamente gialli, altri ancora rossi. La pinna caudale è biforcuta e come le altre pinne non è particolarmente ampia. I barbigli sono bianchi o gialli pallidi; vicino all'occhio sono spesso presenti sottili striature che tendono all'azzurro pallido o al grigiastro.

## Biologia

### Comportamento
Gli esemplari adulti sono solitari, mentre di solito gli esemplari giovanili formano gruppi composti anche da molti esemplari.

### Alimentazione
Si nutre sia di invertebrati acquatici che di pesci ossei più piccoli. Le sue prede sono soprattutto crostacei come gamberi, aragoste, anfipodi, stomatopodi (Odontodactylus) granchi (Thalamita, Galatheidae, Galathea), molluschi gasteropodi e cefalopodi. Preda inoltre pesci come labridi e specie di altre famiglie, tra i quali Cirrhitops fasciatus, Plagiotremus goslinei, Gnatholepis anjerensis, Blenniella gibbifrons, Plectroglyphidodon imparipennis, Eviota e Diplogrammus goramensis.

### Parassiti
Può presentare diversi parassiti esterni, come i copepodi Irodes sauridi, Irodes upenei e Lepeophtheirus dissimulatus.

### Predatori
È spesso preda di Caranx melampygus e Caranx ignobilis

## Pesca
Viene talvolta pescato come alimento, ma non è particolarmente comune in commercio.